# Sylacauga
Sylacauga est une ville du comté de Talladega, dans l'État de l'Alabama aux États-Unis. En 2010, sa population était de 12 749 habitants.
Sylacauga est connue pour sa roche-mère de marbre blanc et fin, découverte peu de temps après l'installation des colons. L'exploitation du marbre est la première industrie enregistrée dans la zone de Sylacauga.
Sylacauga est le site du premier cas documenté d'un objet de l'espace ayant percuté une personne. Le 30 novembre 1954, une météorite traverse le toit d'une maison de Oak Grove, un faubourg de la ville, et rebondit sur un poste de radio avant de frapper l'occupante, Ann Hodges.

## Personnalités
- Julian C. Chambliss (1971-), historien américain, est né à Sylacauga.

## Démographie
| 1890 | 1900 | 1910  | 1920  | 1930  | 1940  | 1950  | 1960   |
| ---- | ---- | ----- | ----- | ----- | ----- | ----- | ------ |
| 464  | 880  | 1 456 | 2 141 | 4 115 | 6 269 | 9 606 | 12 857 |

| 1970   | 1980   | 1990   | 2000   | 2010   | - | - | - |
| ------ | ------ | ------ | ------ | ------ | - | - | - |
| 12 255 | 12 708 | 12 520 | 12 616 | 12 749 | - | - | - |

## Source de la traduction
- (en) Cet article est partiellement ou en totalité issu de l’article de Wikipédia en anglais intitulé « Sylacauga (Alabama) » (voir la liste des auteurs).